# Nitsajärvi
Nitsajärvi är en sjö i Gällivare kommun i Lappland och ingår i Kalixälvens huvudavrinningsområde. Sjön har en area på 0,571 kvadratkilometer och ligger 153 meter över havet. Sjön avvattnas av vattendraget Nitsån.

## Delavrinningsområde
Nitsajärvi ingår i det delavrinningsområde (742409-177393) som SMHI kallar för Utloppet av Nitsajärvi. Medelhöjden är 174 meter över havet och ytan är 4,36 kvadratkilometer. Räknas de 8 avrinningsområdena uppströms in blir den ackumulerade arean 90,09 kvadratkilometer. Nitsån som avvattnar avrinningsområdet har biflödesordning 4, vilket innebär att vattnet flödar genom totalt 4 vattendrag innan det når havet efter 142 kilometer. Avrinningsområdet består mestadels av skog (48 procent) och sankmarker (33 procent). Avrinningsområdet har 0,52 kvadratkilometer vattenytor vilket ger det en sjöprocent på 12 procent.